# Barbara Carlotti

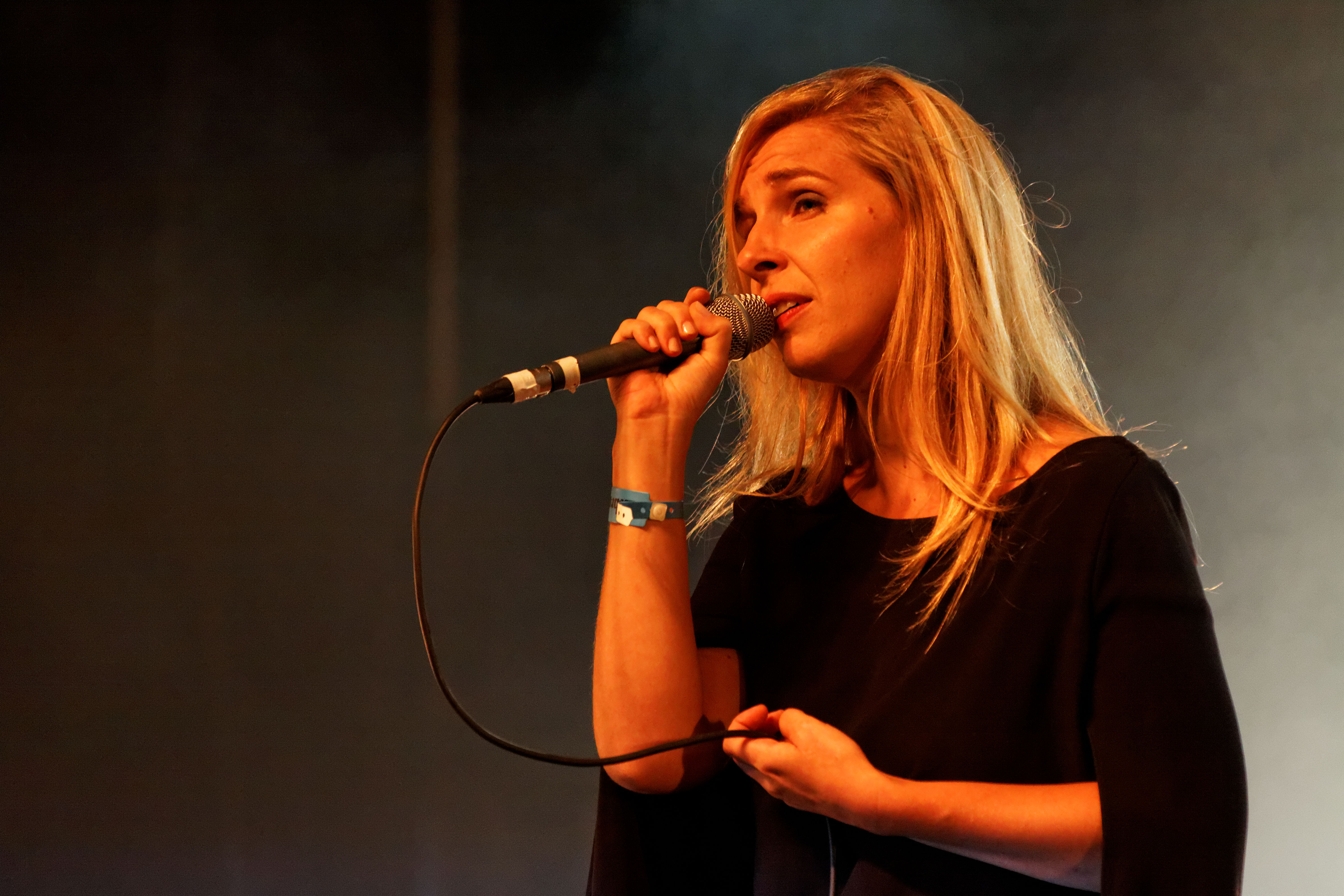
Barbara Carlotti 2012

Barbara Carlotti (* 2. Juli 1974 in Clamart, Île-de-France) ist eine französische Sängerin.

## Leben
Barbara Carlotti wurde in Clamart, einer Stadt südwestlich von Paris, geboren. Sie studierte Gesang am Konservatorium im nahen Issy-les-Moulineaux. Carlotti war eine von dreizehn Gaststimmen auf dem 2006 erschienenen Album Michel Delpech &... des französischen Sängers Michel Delpech. Für ihr 2008 veröffentlichtes Album L’Idéal, welches der französische Elektromusiker Jean-Philippe Verdin produzierte, wurde sie vom Kulturmagazin Télérama und der  Libération hochgelobt, auch wurde das Album für den französischen Musikpreis Prix Constantin nominiert. Im Juli gleichen Jahres trat sie außerdem auf dem Festival Francofolies in La Rochelle auf. 2012 erschien ihr viertes Album L’Amour, l’Argent, le Vent, welches von Kritikern durchweg positive Resonanz erhielt.

## Diskografie
- 2005: Chansons, avec Bertrand Burgalat (Microbe)
- 2006: Les Lys brisés (EMI)
- 2008: L’Idéal (EMI)
- 2012: L’Amour, l’Argent, le Vent (Atmosphériques)
- 2018: Magnétique (La Maison des Rêves)